# Гольф
Гольф (англ. golf) — спортивна гра, в якій окремі учасники або команди змагаються, заганяючи маленький м'яч для гольфу в спеціальні лунки ударами ключок, намагаючись пройти відведену дистанцію за мінімальне число ударів. Гольф є олімпійським видом спорту, що визнаний Міжнародним олімпійським комітетом. Він входив до програми Олімпійських ігор 1900 та 1904 років. Виконавчий комітет МОК у серпні 2009 року рекомендував включити гольф до програми Олімпійських ігор 2016 року. На Олімпіаді в Ріо-де-Жанейро було проведено два змагання — серед чоловіків та жінок.
Під час гри удари по м'ячу здійснюються спеціальними ключками різного типу. Різні ключки використовують для здійснення різного типу ударів. У спорядження гравця може входити не більше 14 різних ключок, що виготовляються відповідно до певних стандартів. Важливим елементом спорядження в грі є спеціальний м'яч для гольфу. Такий м'яч має особливу конструкцію, що забезпечує йому механічну міцність відносно ударного навантаження та зменшення аеродинамічного опору при польоті в повітрі.

## Походження гри
Вважається, що гра в гольф зародилася в Шотландії й була винайдена пастухами, які за допомогою ціпків (майбутніх ключок) заганяли камені в кролячі нори. Імовірно гра існувала вже в XIV столітті, а в XV столітті в Шотландії вийшло декілька законів, що забороняли грати в «гольф». У XVII столітті ключками в м'яч грали вже в Нідерландах. Гра в її сучасному вигляді оформилася в XIX столітті у Шотландії. Вважається, що слово «гольф» походить від голландського слова «kolf» або «kolve», що означає «клюшка». Поширеною помилкою є те, що слово GOLF (GOLF) є абревіатурою від Gentlemen Only Ladies Forbidden (Тільки для джентльменів, жінкам заборонено). Це жарт 20-го століття, і він точно не відповідає дійсності.
Перша задокументована згадка слова «гольф» належить до Единбурга 6 березня 1457 року, коли король Яків II заборонив «ye golf», намагаючись заохотити практику стрільби з лука, якою нехтували.

## Сучасність

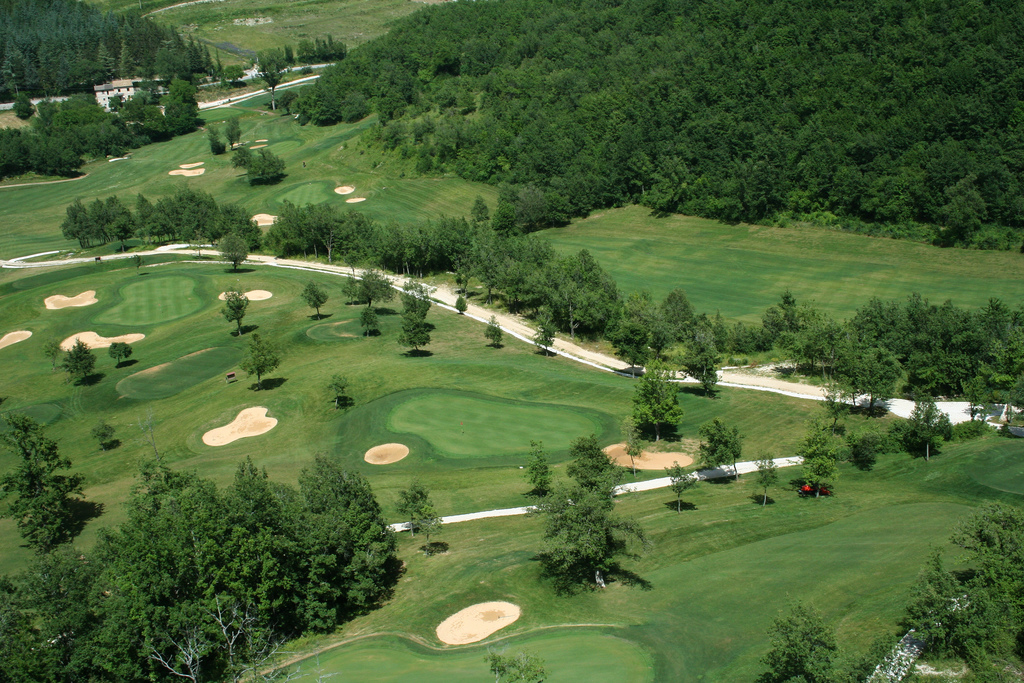
Вид на трасу для гольфу в Італії

У гольф грають на спеціальних полях, на яких зазвичай є 18 або 9 лунок. Великі турніри тривають чотири дні й загальна кількість лунок, які треба пройти, зазвичай дорівнює 72. В грі використовують спеціальні м'ячі для гольфу, що вирізняються складною будовою та мають цікаві аеродинамічні характеристики.
Гольф один з найпопулярніших видів спорту й відпочинку у світі. В Україні поширений мало, але здобуває популярність з кожним роком.
Найвизначнішими змаганнями в професійному гольфі є Мастерз, Відкритий чемпіонат Сполучених Штатів, Відкритий чемпіонат Британії, чемпіонат американського професійного туру. Великий престиж мають командні змагання: Кубок Райдера (змагаються гравці Європи й Сполучених Штатів) і Кубок Президента (США проти збірної світу).
Крім четвірки найпрестижніших турнірів гольфісти грають у турах — системах турнірів, що тривають увесь сезон. Серед турів — тур Професійної асоціації гольфу в США, європейський тур, азійський тур тощо. Змагання в турах є водночас відбірковими для великих турнірів та для формування збірних команд.

## Термінологія

### Траса

У гольф грають на спеціально підготовленій трасі зазвичай із дев'ятьма або вісімнадцятьма лунками. Кожна з лунок оточена майданчиком із рівно та коротко підстриженою травою — гріном. До гріну від стартового майданчика веде смуга дещо вищої рівної трави — фервей. Обабіч фервею — ще вище підстрижена трава — раф, за яким зовсім непідстрижена трава, кущі, дерева, водойми. По боках фервею між стартовим майданчиком та грінами встановлюються кілька штучних перешкод — бункерів, доволі глибоких ям із піском.
Лунка на гріні позначається прапорцем, що є орієнтиром для далеких ударів. При грі з гріна прапорець прибирають. Положення лунки на гріні залишається сталим впродовж одного ігрового дня, але на інший день лунку можуть перенести, змінюючи таким чином завдання.
Перший удар виконується зі спеціальної підставки під м'яч — ті. Гольфіст намагається першим ударом закинути м'яч якомога далі, але так, щоб він не вилетів із фервею — подальші удари з рафу або з кущів набагато складніші. Додатково потрібно слідкувати, щоб м'яч не потрапив у бункер чи у воду.

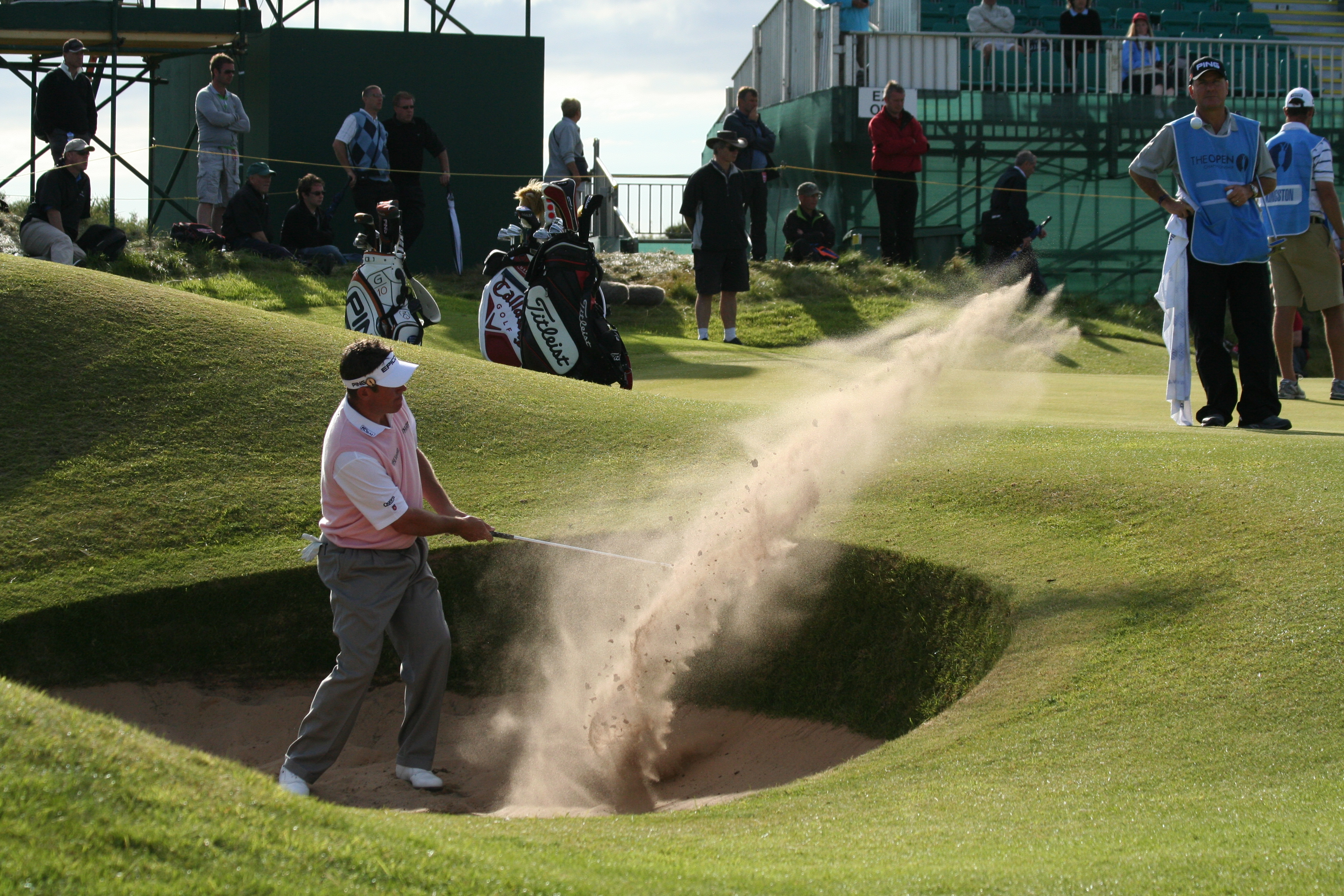
Лі Вествуд вибиває м'яч із бункера на Відкритому чемпіонаті Британії 2008 року

Для кожної лунки встановлений пар — кількість ударів, за які гольфіст теоретично повинен забити м'яч. Пар розраховується в залежності від віддалі між стартовим майданчиком та лункою. Якщо ця віддаль 100—200 метрів, гольфіст може одним ударом потрапити на грін, після чого йому теоретично потрібно ще два удари, пати для того, щоб загнати його в лунку. Тому для таких лунок встановлюється пар три. При віддалі до лунки в межах 200—400 метрів, потрібно два удари для попадання на грін — це лунки з паром 4. При ще більшій віддалі встановлюється пар 5.
Залежно від віддалі до лунок, кількості й положення перешкод траси можуть бути більшої або меншої складності. Складність траси змінюється також залежно від погоди: сили й напрямку вітру, вологості чи сухості землі тощо.

### Змагання
Типові турніри з гольфу тривають 4 дні. У них бере участь приблизно 150 гольфістів. Усі проходять одну й ту ж трасу чотири рази. Впродовж перших двох днів гольфістів розбивають на трійки. Кожна трійка стартує із певним запізненням після іншої, так, щоб попередня мала час на завершення проходження лунки. Тому змагання розтягується на цілий день, хоча для проходження траси з 18 лунок одному гольфісту вистачає приблизно 3-4 години.
Результати проходження найзручніше підраховувати з вирахуванням пару. Якщо гравець витратив на проходження лунки на один удар менше, ніж пар, то говорять, що він зіграв берді (пташку), якщо на два — іґл (орел), на три — альбатрос, на чотири — кондор. Якщо гольфіст витратив на лунку на один удар більше, ніж пар — це називається боґі, на два — подвійне боґі тощо.
Після двох днів змагань кількість гравців скорочується — відбираються зазвичай 70 із найкращим результатом, тобто найменшою загальною кількістю ударів. Надалі вони розбиваються на пари і встановлюється стартовий порядок, при якому пара з найкращим результатом стартує останньою.
При однаковій загальній кількості ударів для визначення переможця може призначатися перегравання наступного дня, або ж проводиться гра лунка за лункою, доки один із гравців не витратить на лунку менше ударів, ніж інші.

### Рахунок
| Рахунок | Назва                          | Опис                                                                  |
| ------- | ------------------------------ | --------------------------------------------------------------------- |
|         | Хол-ін-Уан (Hole in one)       | влучення м'яча в лунку з Ті боксу                                     |
| −3      | Альбатрос (Albatross)          | на три удари менше, ніж пара                                          |
| −2      | Голок (Eagle)                  | на два удари менше, ніж пара                                          |
| −1      | Берді (Birdie)                 | на один удар менше, ніж пара                                          |
| E       | Пар (Par)                      | кількість ударів, за які гольфіст повинен пройти лунку за регламентом |
| +1      | Богги (Bogey)                  | на один більше, ніж пара                                              |
| +2      | Подвійний богги (Double bogey) | на два більше, ніж пара                                               |
| +3      | Потрійний богги (Triple bogey) | на три більше, ніж пара                                               |

### Проходження лунки
Проходження лунки у гольфі регулюється складним кодексом правил. Основне правило в тому, що гравець повинен бити наступний удар з того місця, де приземлився м'яч. Звісно, якщо його пощастило віднайти. Іноді м'яч губиться навіть у найвідоміших гольфістів світу. Так, на відкритому чемпіонаті Британії 2004 року, Тайґер Вудс загубив м'яч після невдалого удару в густу високу траву. Незважаючи на зусилля десятьох помічників, його так і не вдалося відшукати. Іноді м'яч попадає у таке положення, що вдарити по ньому ключкою неможливо. У таких випадках за рішенням судді гравцю дозволяється взяти м'яч у руку, зробити крок убік, тримаючи м'яч на витягнутій руці перед собою, і випустити його з руки, визначаючи нове положення для удару. При цьому гравцю зараховується додатковий удар. Гравці штрафуються додатковими ударами також у випадку, коли їхні м'ячі влучають у м'ячі супротивника.

## Інвентар

### Ключки

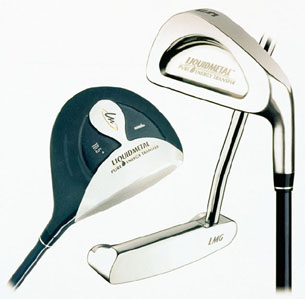
Типи ключок. Зліва направо: вуд, патер та айрон

Загалом у гольфі існує 29 типів ключок, проте правилами гольфклубів у грі дозволено використовувати лише 14. Ключка складається з рукоятки (grip), що покрита шкірою або резинкою, головки (club) та вуглепластикового або металевого стержня, що їх поєднує. Ключки розрізняють за різними параметрами: довжиною, вагою, кутом нахилу, під яким завдають удару по м'ячу. Кожна ключка забезпечує виконання специфічного удару. Таким чином, вибір ключки зумовлено умовами удару та покриттям і пріоритетом дистанції, висоти чи акуратності удару.
Нахил головки визначає траєкторію і довжину польоту м'яча після удару: невеликий нахил сприяє далекому, але невисокому польоту м'яча, в той час як збільшення куту нахилу сприяє збільшенню висоти польоту та зменшення дальності.
Кожна ключка має номер, що вказує на ступінь нахилу лицьової поверхні головки щодо ручки. Окрім того усі різновиди ключок для гольфу складають 5 груп (вуди, айрони, веджі, гібриди, паттери).
- Вуди (англ. wood — дерево). Ключка з великою голівкою. Назва групи ключок історично зумовлена, та вказує, що раніше голівки ключок виробляли з дерева. Чим більший розмір таких ключок, тим коротша рукоятка та більший кут нахилу поверхні для удару[1]. Їх використовують для дальніх ударів, та, як правило, використовують на перших етапах гри. Зазвичай, в сумці гольфіста є 3 вуди: драйвер (№ 1), № 3 та № 5.[1].
  - Ключка «драйвер» (англ. driver) — вуд № 1. Драйвер має дуже невеликий нахил, так що після удару з ті м'яч пролітає далеко по досить низькій траєкторії.
  - Ключка «брас» (англ. brassie) — вуд № 2. Головка ключки нахилена сильніше, ніж у драйвера, тому м'яч після удару летітиме вище, але не так далеко.
  - Ключка «спун» (англ. spoon) — вуд № 3, найзручніша для новачків, оскільки придатна для використання і для довгих ударів, і для гри з ті, і з фервея[2].
  - Ключки вуди № 6, № 7, № 8 використовують гравці, що вважають довгі айрони занадто жорсткими для удару[2].
- Айрони (англ. iron — залізо). Ключка з пласким крюком. Їх використовують для ударів на середні та короткі відстані. Рекомендують мати в сумці айрон для довгого удару, айрон для середньої дистанції та айрон для «лофта» (короткого удару вгору). Стандартний набір айронів включає ключки з номерами з 3-го по 9-й, а також пітчінг-ведж і санд-ведж[3]. Айрони нумеруються від 1 до 10 залежно від куту нахилу голівки ключки[2] та від ваги. Зі збільшенням порядкового номера нахил збільшується, а довжина ключки коротшає.
  - Айрон № 1 має зовсім незначний нахил голівки, а тому підійде лише досвідченому гравцю[2].
  - Веджі (англ. wedge — клин). Особливі айрони, що йдуть після айрона № 9, та призначені для «чіпів» — точних ударів на коротку відстань та вибивання м'яча з піску. Етимологія вказує, що головка ключки при ударі піднімає м'яч вгору. Кут нахилу ударної поверхні може сягати 50-60 градусів.
    - Ключку «пітчінг ведж» (англ. pitching wedge) використовують для удару з високою траєкторією польотів м'яча за необіхдності забезпечити максимальну точність на незначній відстані.
    - Ключку «пісочний ведж» (англ. sand wedge) використовують для удару з пісочного бункера — пастки з піском. Ця ключка має потяжчену підошву та спеціальну форму, аби запобігти застряганню в піску.
- Гібриди (англ. hybrid). Група ключок, що поєднують обтічність айронів та силу ударів вудів.
- Паттери (англ. putter). Головка ключок має незначний кут нахилу. Їх використовують переважно наприкінці гри на гріні для коротких ударів з метою закотити м'яч до лунки. Частина гравців вважають доцільним використання паттерів на різних етапах гри, а не лише для завершального етапу, в той час, як близько третини ударів у гольфі робиться саме паттером[2].

Найважчу ключку, яку використовують для найдальших ударів, називають драйвером. Дещо легша ключка — тривуд теж традиційно вважається дерев'яною. Менші ключки називають залізними (айрон), хоч в наш час усі ці ключки, як дерев'яні, так і залізні, виготовляють із композитних матеріалів. Гольфіст вибирає ключку залежно від віддалі до цілі — що далі, то важчу.
Сумку з ключками носить помічник гольфіста — кедді. Кожен гольфіст повинен грати своїм набором ключок. Цей набір включає щонайменше одну сумку, ключки «вуд» № 1 і № 3, ключки «айрон» № 3, № 5, № 7, № 9 і один «паттер». Ані два, ані більше гравців не можуть грати одним набором. Ключки підбираються для кожного гравця індивідуально.
Провідні бренди виробників ключок: Callaway Golf, TaylorMade, Mizuno Golf, Honma, U.S. Kids, Golf Pride.

### М'ячі

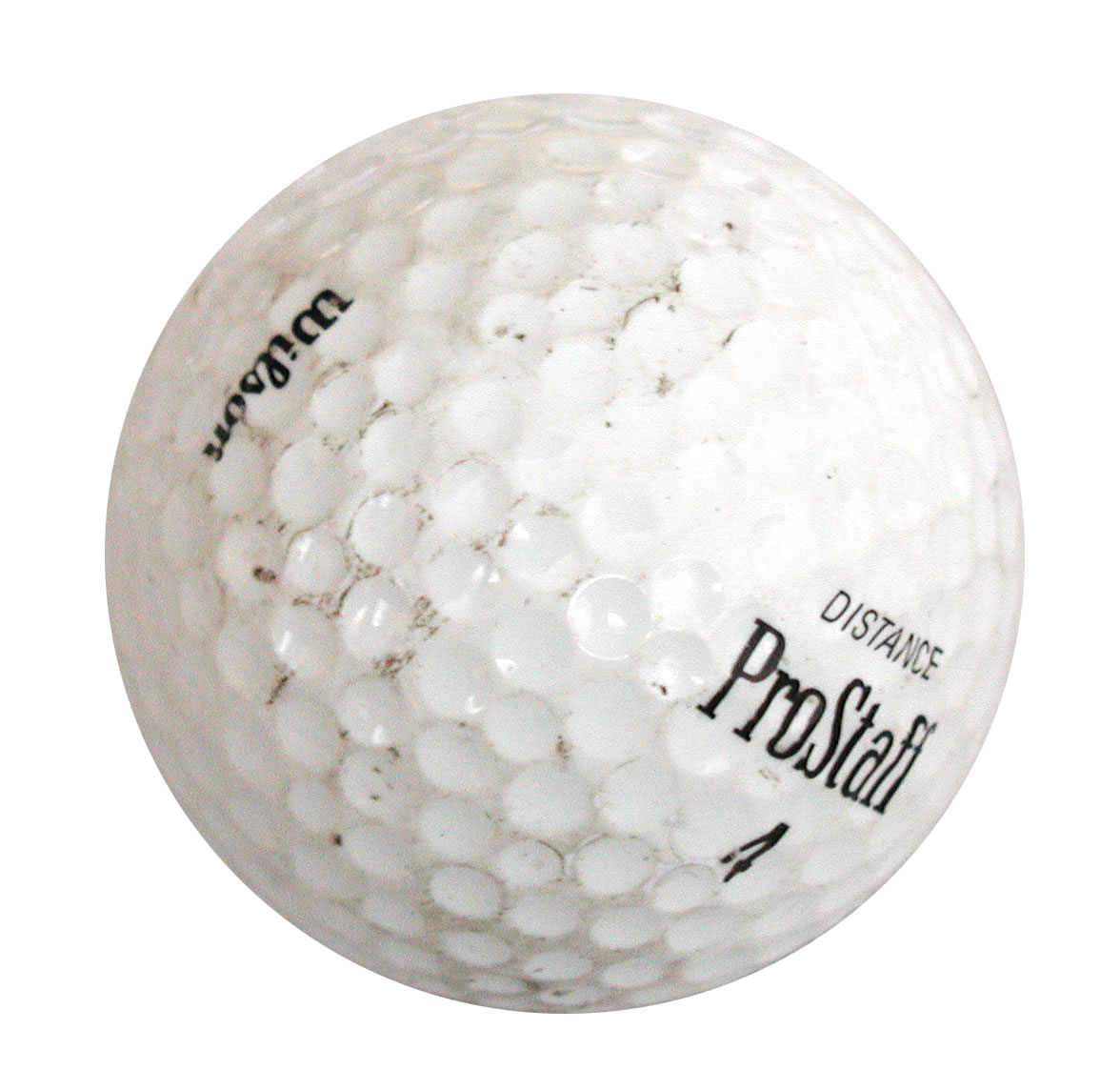
М'ячик для гольфу

Поверхня звичайного м'яча для гольфу покрита ямками — димпалсами (dimples)  (щоб м'яч краще «тримав» напрямок, у якому його вдарили).
У ямках затримується повітря та утворюється невидима оболонка, яка:
- зменшує коливання м'яча при польоті,
- посилює підйомний ефект при ударі із закручуванням м'яча,
- покращує його аеродинамічні властивості та дозволяє м'ячу летіти далі.

Аеродинамічну перевагу «ямкової поверхні» перевірили в одному з випусків науково-популярного телешоу «Руйнювачі легенд» на прикладі автомобіля з подібним (масштабованим) покриттям; як було показано у випуску передачі,  виграш було отримано як під час випробування мініатюрної моделі в аеродинамічній трубі НАСА, так і у вигляді зменшення витрати пального повнорозмірного модифікованого автомобіля під час дорожніх випробувань.
З іншого боку, за твердженням групи Чхве Хечона з факультету механічної та аерокосмічної інженерії із Сеульського Національного університету, така фактура поверхні не позбавлена й недоліків — під час зачіпання ключкою ямки, що розташована не по центру, м'яч з великою ймовірністю відхилиться від заданого напрямку. Як альтернативу дослідниками було запропоновано нанести на м'яч жолобки, які ділять її поверхню на сегменти різної форми (жолобки створюють повітряну оболонку за тим самим принципом, що і ямки). Оскільки площа поверхні, яку займають жолобки, менша за площу, на якій розташовані ямки, то, як стверджують раціоналізатори, ймовірність потрапити ключкою в «неправильний» жолобок менша, ніж у «неправильну» ямку.

### Ті
Дерев'яна або пластикова підставка для встановлення м'яча перед ударом. В Японії також використовують ті з біорозкладного матеріалу, які за кілька днів повністю зникають.

## Жіночий гольф
У гольф грають також і жінки, але ставлення до жіночого гольфу, на відміну від ситуації у тенісі, неоднакове із чоловічим. Жінки дуже рідко змагаються в одних турнірах з чоловіками чи приймаються у гольфові клуби, статути яких визначають винятково чоловіче членство.
Існує окрема система змагань для жінок. Більшість жіночих турнірів триває три дні й розігрується з 54-х лунок, але найбільші турніри чотириденні — із 72 лунок, як і у чоловіків.
Жіноча професійна асоціація гольфу була створена в 1950 році з метою популяризації цього виду спорту та забезпечення конкурентних можливостей для гравців у гольф. Змагання не були однаковими для чоловіків і жінок. Лише у 1972 році Конгрес США прийняв Розділ IX Поправок до Закону про освіту. «Жодна особа в Сполучених Штатах за ознакою статі не може бути виключена з участі, позбавлена переваг або піддана дискримінації в рамках будь-якої освітньої програми або діяльності, що отримують федеральну фінансову допомогу». Американка Рене Пауелл переїхала до Великої Британії в 1970-х роках, щоб продовжити свою кар'єру, і стала першою жінкою, яка зіграла в британському чоловічому турнірі в 1977 році[.

## Мінігольф
Мініатюрний гольф або мінігольф — гра, що отримала розвиток із середини XIX століття. Майданчик для мінігольфу являє собою грін, на якому шлях м'яча до лунки ускладнений численними перешкодами у вигляді каменів, піщаних пасток, штучних лабіринтів тощо. Завдання гравця, як і у звичайному гольфі, провести м'яч у лунку за мінімальну кількість ударів. Гра ведеться тільки ключкою «паттер», свінг заборонений правилами.
Найчастіше лунки для мінігольфа забезпечені декоративними прикрасами, наприклад в історичному стилі, а також мають нестандартні шляхи проведення м'яча до лунки: жолоби, тунелі, механічні підйомники, пастки, хибні шляхи, що повертають м'яч на «ті», і так далі. Попри загальний рекреаційний стиль гри, з мінігольфу також проводяться змагання, зокрема й міжнародні.

## Популярність
Традиційно гольф найпопулярніший в англомовних країнах. Це дорогий і престижний вид спорту для професійних спортсменів та відпочинку для представників бізнесу. Проте останнім часом популярність гольфу в усьому світі стрімко зростає. У Китаї першу трасу для гольфу збудували ще у 1984 році. На 2008 рік їх було вже 376.
| Країна          | Число трас | %    |
| --------------- | ---------- | ---- |
| США             | 17 672     | 50 % |
| Велика Британія | 2752       | 8 %  |
| Японія          | 2442       | 7 %  |
| Канада          | 2300       | 7 %  |
| Австралія       | 1500       | 4 %  |
| Німеччина       | 684        | 2 %  |
| Франція         | 559        | 2 %  |
| КНР             | 500        | 1 %  |
| Швеція          | 480        | 1 %  |
| ПАР             | 450        | 1 %  |
| Решта світу     | 5773       | 17 % |
| Разом           | 35 112     |      |

## Гольф в Україні

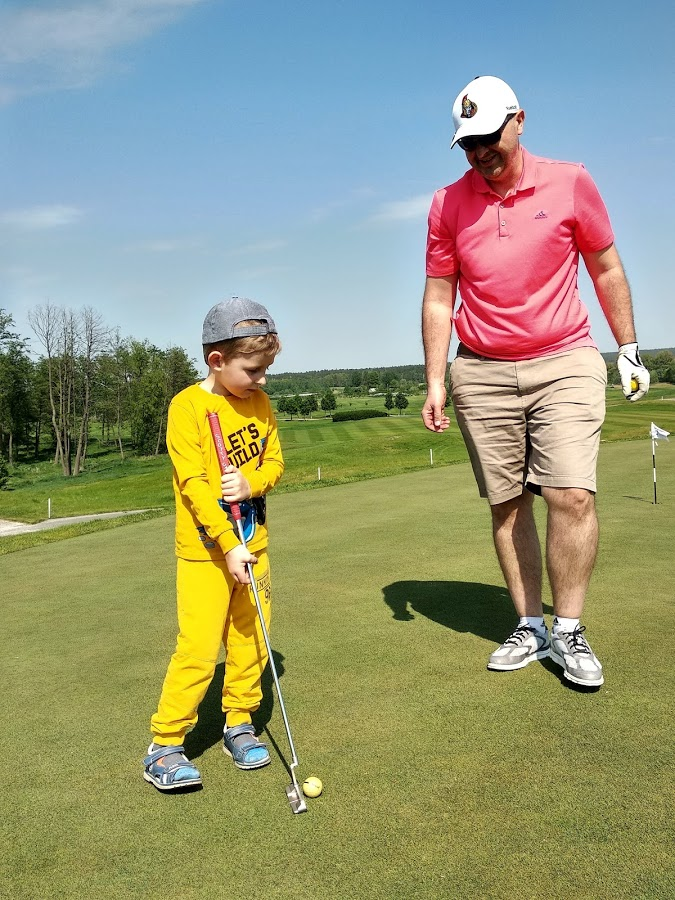
Адвокат Тарас Думич з Богданом Пероганичем на гріні в гольф-клубі в Гавронщині, травень 2018

Перше поле для гольфу в Україні збудоване в Житомирській області, в Леонтіївці — родовій садибі князів Муравйових-Апостолів у 1913 році. Для цього спеціально викликали майстрів із Шотландії. Після революції поле було переоране під картоплю.
Розвитком гольфу в Україні нині опікується кілька гольф-клубів, а також об'єднань гольф-клубів та гольфістів. Так, в Асоціацію гольфу України у серпні 2009 входили 85 гольфістів. З 1997 року діє Всеукраїнська федерація гольфу.

## У масовій культурі
Пелем Ґренвіль Вудгауз написав цикл «Оповідання про гольф».
Гольфу присвячені такі фільми:
- х/ф «Гольф-клуб» (1980)
- х/ф «Гольф-клуб 2» (1988)
- х/ф «Бляшаний кубок» (1996)
- х/ф «Щасливчик Гілмор» (1996)
- х/ф «Легенда Багера Ванса» (2000)
- х/ф «Тріумф» (2005)

Гра в гольф фігурує в третьому фільмі Бондіани — «Голдфінгер», де Джеймс Бонд у виконанні Шона Коннері підміною м'яча виграє у Голдфінгера, до того ж робить це в покарання за його шахрайство під час втрати м'яча.
Комп'ютерних симуляторів гольфу існує дуже багато, від найпростіших флеш-ігор до вельми просунутих ігор, що імітують реальні майданчики для гольфу. Серед найвідоміших симуляторів гольфу можна назвати серію Tiger Woods PGA Tour фірми EA Sports, а також серію Links фірми Microsoft Games.